# Тавбулатов, Уматгирей Мовлдиевич
Уматгирей (Умалт) Мовлдиевич Тавбулатов — советский чеченский борец греко-римского стиля, мастер спорта СССР, Заслуженный тренер России.

## Биография
Выступал в категории до 68 кг. Побеждал на всероссийский турнирах, в частности открытом чемпионате Азербайджана в 1975 году и турнире в Грозном в 1976. Из-за травм был вынужден оставить большой спорт и перейти на тренерскую работу. Работает директором Алханчуртской детско-юношеской спортивной школы.

## Известные воспитанники
Ислам-Бек Альбиев — многократный чемпион России, чемпион Европы и мира, чемпион Олимпийских игр 2008 года в Пекине.